# محمد عابد الجابري
محمد عابد الجابري (27 ديسمبر 1935 - 3 مايو 2010) مفكر وفيلسوف مغربي، له أكثر من 30 مؤلفًا في قضايا الفكر المعاصر، أبرزها «نقد العقل العربي» الذي تمت ترجمته إلى عدة لغات أوروبية وشرقية. كرّمته اليونسكو لكونه أحد أكبر المتخصصين في ابن رشد، إضافة إلى تميّزه بطريقة خاصة في الحوار.

## نشأته
ولد محمد الجابري بمدينة سيدي لحسن في شوال 1354 هـ بمدينة فجيج الواقعة في شرق المغرب على خط الحدود الذي أقامه الفرنسيون بين المغرب والجزائر، وتتألف فجيج من سبعة قصور - أي تجمعات سكنية - من بينها قلعة زناكة التي ولد فيها الجابري بعد أن انفصلت والدته عن والده، فنشأ نشأته الأولى عند أخواله، وكان يلقى عناية فائقة من أهله سواء من جهة أبيه أو أمه. وكان جده لأمه يحرص على تلقينه بعض السور القصيرة من القرآن وبعض الأدعية. وما لبث أن ألحقه بالكتاب، فتعلم القراءة والكتابة وحفظ ما يقرب من ثلث القرآن.وما إن أتم السابعة حتى انتقل لكتاب آخر، وتزوجت أمه من شيخ الكتاب، فتلقى الجابري تعليمه على يد زوج والدته لفترة قصيرة، ثم ألحقه عمه بالمدرسة الفرنسية فقضى عامين بالمستوى الأول يدرس بالفرنسية.
بدت أمارات التفوق على الجابري حين برع في الحساب. كما كان يجيد القراءة في كتاب التلاوة الفرنسية، وكان الانتساب للمدرسة الفرنسية ينطوي على نوع من العقوق للوطن. والدين. فكان الآباء يخفون أبناءهم ولا يسمحون بتسجيلهم في هذه المدرسة إلا تحت ضغط السلطات الفرنسية.
أتيحت للجابري فرصة الالتقاء بالحاج محمد فرج وهو من رجال السلفية النهضوية بالمغرب، الذين جمعوا بين الإصلاح الديني، والكفاح الوطني، والتحديث الاجتماعي والثقافي. وكان محمد فرج إماما بمسجد زناكة الجامع، فكان الجابري وهو لا يتجاوز العاشرة يواظب على حضور دروسه بعد صلاة العصر، وفي هذه الأثناء راودت شيخه فكرة إنشاء مدرسة وطنية حرة بفجيج، وبالفعل حصل على رخصة من وزارة المعارف لإنشاء مدرسة «النهضة المحمدية» كمدرسة وطنية لا تخضع للسلطات الفرنسية ولا تطبق برامجها، بل يشرف عليها رجال الحركة الوطنية حيث جعلوا منها مدارس عصرية معربة لتصبح بديلا للتعليم الفرنسي بالمغرب، فالتحق الجابري بالمدرسة وتخرج فيها سنة 1368 هـ / 1949 بعد أن حصل على الابتدائية.

### مسيرته الدراسية
بعد حصوله على الشهادة الابتدائية، التحق بالقسم الإعدادي في مدينة وجدة في إحدى المدارس الحرة الوطنية المعربة تسمى مدرسة التهذيب العربية لمدة سنة واحدة، ثم التحق بمدرسة عبد الكريم الحلو بالدار البيضاء لاستكمال تعليمه الاعدادي موسم  1951- 1952 ، بعد ذلك اجتاز امتحان الشهادة الثانوية الإعدادية حرا، وامتحان الدبلوم الأول في الترجمة في آن واحد  بنجاح  سنة 1955 ، و بعدها حصل على البكالوريا المغربية المعربة سنة 1957 حيث اجتازها طالبا حرا بتفوق.
التحق محمد عابد الجابري بإحدى الجامعات السورية في دمشق لاستكمال دراسته الجامعية، ولم يستمر سوى سنة واحدة يدرس تخصص الرياضيات، والعلوم ليعود إلى المغرب، وبالضبط إلى مدينة الرباط لمتابعة دراسته بكلية الآداب التي فتحت أبوابها خلال موسم 1958-1959  في تخصص الفلسفة والفكر الإسلامي حيث حصل فيها على شهادة الإجازة سنة 1961.

### مسيرته المهنية
حصل على دبلوم الدراسات العليا في الفلسفة في عام 1967، ثم دكتوراه الدولة في الفلسفة عام 1970 من كلية الآداب بالرباط التابعة لجامعة محمد الخامس تحت إشراف العميد عزيز الحبابي، وكانت أولى دكتوراه دولة في المغرب في مادة الفلسفة.عمل كمعلم بالابتدائي (صف أول). اشتغل بعد ذلك ستاذا للفلسفة والفكر العربي الإسلامي في كلية الآداب بالرباط. كما تولى خلال سنة 1968، وهو أستاذ بالجامعة، مهمة مفتش الفلسفة في التعليم الثانوي المعرب بالمغرب كله
كما كان عضواً بمجلس أمناء المؤسسة العربية للديمقراطية.

### مسيرته الصحفية
بدأت علاقة محمد عابد الجابري بالصحافة عندما بدأ يشتغل مترجما في جريدة العلم سنة 1957 ، عندما اختاره المهدي بن بركة لتفوقه  ، ثم غادرها إلى جريدة "التحرير"حيث كان يكتب عمودا نقديا ،بعد توقيف جريدة "التحرير" ، عمل في جريدة "الرأي العام " ابتداء من 16 ديسمبر 1959. في مارس 1964 ساهم  في إصدار مجلة «أقلام»، كما كان متطوعا في جريدة "المحرر" التي صدرت في يونيو 1964، وعمل مساعدا في جريدة أسبوعية مغربية سميت ب  "فلسطين" وقد صدرت في 11 أكتوبر سنة 1968، واستمر في المساهمة في كتابة  العديد من المقالات في جريدة حزب الاتحاد الاشتراكي للقوات الشعبية   حتى بعد تقديم استقالته  منه سنة 1981

### مسيرته السياسية
بدأ محمد عابد الجابري مسيرته السياسية عضوا في الشبيبة الاستقلالية ، ثم التحق بحزب الاتحاد الوطني للقوات الشعبية منذ تأسيسه سنة 1959. بعد استقلال المغرب اعتقل أزيد من شهرين عام 1963 مع عدد من قيادات حزب الاتحاد الوطني للقوات الشعبية، كما اعتقل مرة ثانية في مارس 1965 مع مجموعة من رجال التعليم إثر اضطرابات عرفها المغرب في تلك السنة استمر نضال الجابري في صفوف الاتحاد الوطني للقوات الشعبية سواء داخل هياكل التنظيم حيث انتخب الجابري عضوا في المجلس الوطني لهذا الحزب  في المؤتمر الثاني مايو 1962، وانتخب عضوا في المكتب السياسي لحزب الاتحاد الاشتراكي للقوات الشعبية سنة 1975  إلى حين تقديم استقالته وإصراره عليها سنة 1981

## مسيرته العلمية

### نقد العقل العربي
استطاع محمد عابد الجابري عبر سلسلة نقد العقل العربي القيام بتحليل العقل العربي عبر دراسة المكونات والبنى الثقافية واللغوية التي بدأت من عصر التدوين ثم انتقل إلى دراسة العقل السياسي ثم الأخلاقي وهو مبتكر مصطلح «العقل المستقيل» وهو ذلك العقل الذي يبتعد عن النقاش في القضايا الحضارية الكبرى. وفي نهاية تلك السلسلة يصل المعلم إلى نتيجة مفادها 
| محمد عابد الجابري | إن العقل العربي بحاجة اليوم إلى إعادة الابتكار | محمد عابد الجابري |

وفي باب نقد العقل العربي، لا يغفل المفكر محمد عابد الجابري مسألة العودة إلى البحث في الحفريات الابستيمية التي تنقب في مسألة التراث، فلا أحد يعترض بالقول أن النظر في التراث الفلسفي العربي القديم هو الملهم الأساس والدافع الرئيس لنقد العقل العربي وآلياته للانخراط في مسار الحداثة والتنوير. يقول الجابري في هذا الصدد: 
«الحداثة في نظرنا، لا تعني رفض التراث ولا القطيعة مع الماضي بقدر ما تعني الارتفاع بطريقة التعامل مع التراث إلى مستوى ما نسميه بـ» المعاصرة«؛ أعني مواكبة التقدم الحاصل على الصعيد العالمي»

### تاريخ التعليم في المغرب من خلال كتاباته
ينطلق المفكر محمد عابد الجابري من كون المغرب اضطر الى قبول مفاوضات الاستقلال  مثله مثل تونس وفق مبدأ التسوية ، و اضطر الى أن يقبل في التعليم إحلال موظفين مغاربة محل موظفين فرنسيين وأن لا يتم المساس بجوهر النظام التعليمي القائم 
و قد اعتمد المغرب على سياسة المخططات تاريخيا : بدء من المخطط الخماسي الأول : 1960-1964  الذي اتخذ من المبادئ الوطنية الأربعة (التعميم و التوحيد و التعريب و مغربة الأطر ) ركائز له  ، ثم المخطط الخماسي الثاني 1968-1972 ، ثم المخطط الخماسي الثالث (1973-1977 ) ، ثم المخطط الثلاثي (1978-1980) و المخطط الخماسي (1981-1985)ثم المخطط الخماسي أو ما سمي ب "مخطط المسار " ( 1988- 1992)  
و قد عمل محمد عابد الجابري على وضع لبنات لنقد التعليم في المغرب خصوصا و المغرب العربي  عموما، و عدد مجموعة من المشاكل التي يرزح فيها و هي بالأكيد لم يتم التخلص منها الى حدود اليوم  و أهمها : عدم القدرة على خلق أطر ذات كفاءة عالية في مختلف المجالات الاقتصادية و الاجتماعية و الثقافية  و  ضعف المستوى و الذي يظهر خلال  الامتحانات و التقييمات الدولية 
كما حذر من ازياد تعقيد المشكل ، لذلك اقترح حلولا يمكن تلخيصها في : ضرورة التحرر من لغة المستعمر و دمقرطة التعليم

### مآخذ منتقديه
حمل الجابري عددا من المشاريع الفكرية، صاحب صدورَها جدل ونقاش لم يتوقف حولها، فكانت «رباعية نقد العقل العربي» والتي تكونت من أربعة إصدارات رئيسية كانت باكورة أعمال الجابري، أعطى فيها للعقل دورا محوريا في إعادة قراءة العقل العربي.
تلك الإصدارات الأربعة هي: تكوين العقل العربي، وبنية العقل العربي، والعقل السياسي العربي والعقل الأخلاقي العربي، وقد أحدثت هزة في الأوساط الفكرية العربية. وقد دفعت هذه الرباعية كاتبا سورياً مثل جورج طرابيشي إلى إصدار كتاب ناقد لها سماه «نقد نقد العقل العربي» يرد فيه على الجابري. ينتقد الأستاذ فتحي التريكي بعض أفكار الدكتور محمد عابد الجابري أن فكرة وجود عقل عربي وآخر غربي، التي قال بها الجابري،
كما خالف علي حرب الجابري في بعض القضايا الاصطلاحية أهمها «تفضيل حرب استخدام مصطلح الفكر على مصطلح العقل، لأن العقل واحد وإن اختلفت آلياته ومناهجه وتجلياته، كما يؤثره على مصطلح التراث».
يتنقد طه عبد الرحمن  كتابات محمد  عابد الجابري في مواضع شتى رغم اعترافه بقوة العمل خصوصا من حيث إعماله لآليات التقويم الحديث ، لكنه يعتبر نظرته تجزيئية في تعامله مع التراث حيث يأخذ عليه استعماله لآليات عقلانية تجريدية لا تخلو من تسيس و إيديولوجيا 

## تأثيره عالميا
فقد تم تبني أفكار الجابري من قبل كل من الحداثيين الإسلاميين والتقليديين منذ أن أصبحت أعماله معروفة في إندونيسيا خلال منتصف التسعينيات. وقد تم استخدامها في تشكيل الفلسفة الإسلامية للتعليم وتحويل مفهوم أهل السنة والجماعة من مدرسة فقهية (مذهب) إلى منهج (منهج) لتحليل الخطاب النقدي كما أثر نقد الجابري للتراث الإسلامي على المثقفين المسلمين في إندونيسيا.
من بين المهتمين بفكر محمد عابد الجابري، الكاتب السوداني غسان علي عثمان، الذي تناول مشروعه في كتابه «نحو جابرية جديدة في الوعي العربي

## أهم أعماله
له العديد من الكتب المنشورة:
1. العصبية والدولة: معالم نظرية خلدونية في التاريخ الإسلامي [25] 1971 .
2. أضواء على مشكل التعليم بالمغرب 1973.
3. مدخل إلى فلسفة العلوم[26] 1976.
4. من أجل رؤية تقدمية لبعض مشكلاتنا الفكرية والتربوية[25]  1977.
5. نحن والتراث: قراءات معاصرة في تراثنا الفلسفي[26] 1980.
6. الخطاب العربي المعاصر: دراسة تحليلية نقدية[26]  1982.
7. تكوين العقل العربي 1984.
8. بنية العقل العربي 1986.
9. السياسات التعليمية في المغرب العربي[25]، 1988.
10. إشكاليات الفكر العربي المعاصر 1988.
11. المغرب المعاصر: الخصوصية والهوية.. الحداثة والتنمية  1988.
12. العقل السياسي العربي، 1990.
13. حوار المغرب والمشرق : حوار مع د. حسن حنفي 1990.
14. التراث والحداثة: دراسات ومـناقشات 1991.
15. المسألة الثقافية 1994.
16. المثقفون في الحضارة العربية الإسلامية، محنة ابن حنبل و نكبة ابن رشد 1995.
17. مسألة الهوية: العروبة والإسلام ... والغرب  1995.
18. الدين والدولة وتطبيق الشريعة 1996.
19. المشروع النهضوي العربي  1996.
20. الديمقراطية وحقوق الإنسان 1997.
21. قضايا في الفكر المعاصر 1997.
22. التنمية البشرية والخصوصية السوسيوثقافية : العالم العربي نموذجا، 1997.
23. وجهة نظر: نحو إعادة بناء قضايا الفكر العربي المعاصر 1997.
24. حفريات في الذاكرة، من بعيد 1997.
25. الإشراف على نشر جديد لأعمال ابن رشد الأصيلة مع مداخل ومقدمات تحليلية وشروح 1997 - 1998
  - فصل المقال في تقرير ما بين الشريعة والحكمة من الاتصال.
  - الكشف عن مناهج الأدلة في عقائد الملة.
  - تهافت التهافت.
  - كتاب الكليات في الطب.
  - الضروري في السياسة: مختصر سياسة أفلاطون
26. ابن رشد: سيرة وفكر 1998.
27. العقل الأخلاقي العربي: دراسة تحليلية نقدية لنظم القيم في الثقافة العربية 2001.
28. سلسلة مواقف
29. في نقد الحاجة إلى الإصلاح، 2005.
30. مدخل إلى القرآن 2006.
31. فهم القرآن الحكيم التفسير الواضح حسب ترتيب النزول 2008.

له مجموعة من الكتب التعليمية التي اعتمدتها وزارة التعليم في المغرب كمقرارات دراسية :
1. "دروس الفلسفة" لطلاب البكالوريا بجانب الأستاذين :"أحمد السطاتي " و "مصطفى العمري "1966
2. " الفكر الإسلامي و دراسة المؤلفات "1967[27]

## الجوائز والترشيحات

### جوائز
- جائزة بغداد للثقافة العربية اليونسكو. يونيو 1988
- الجائزة المغاربية للثقافة. تونس مايو 1999
- جائزة الدراسات الفكرية في العالم العربي، مؤسسة MBI تحت رعاية اليونسكو في 14-11-2005
- جائزة الرواد. مؤسسة الفكر العربي بيروت في 07-12-2005
- ميدالية ابن سينا من اليونسكو في حفل تكريم شاركت فيه الحكومة المغربية بمناسبة اليوم العالمي للفلسفة 16 نوفمبر 2006.
- - جائزة ابن رشد للفكر الحر، أكتوبر/تشرين الأول 2008

### جوائز اعتذر عنها
- اعتذر في أواخر الثمانينات عن الترشيح لجائزة الرئيس صدام حسين (100 ألف دولار).
- اعتذر عن جائزة المغرب مرارا.
- اعتذر سنة 2001 عن جائزة الشارقة التي تمنحها اليونسكو (25 ألف دولار).
- اعتذر سنة 2002 عن جائزة العقيد القذافـي لحقوق الإنسان (32 ألف دولار).
- اعتذر عن العضوية في أكاديمية المملكة المغربية مرتين مع تأكيده في المرة الأولى على تفضيله البقاء ضمن موقعه في المعارضة، وككاتب بهذه الصفة.

## وفاته
توفى المفكر الجابري يوم الاثنين 03 مايو 2010 م في الدار البيضاء بعد معاناة طويلة مع المرض.

## وصلات خارجية
- محمد عابد الجابري على موقع أرشيف الشارخ.
- منبر محمد عابد الجابري موقع رسمي.
- محمد عابد الجابري.. والمشروع الفكري النهضوي للكاتبة أمل خيري.
- أهم محطات مسار حياة محمد عابد الجابري زاب-بريس.
- الأخبار - ثقافة وفن - محمد عابد الجابري__ سيرة مفكر.
- الجزيرة نت: أثر الجابري في الفكر العربي المعاصر.
- رحيل ناقد العقل العربي المعرفة، الجزيرة.نيت.
- الجزيرة نت: موجز القول في محمد عابد الجابري الفيلسوف.
- إضاءات : محمد عابد الجابري على يوتيوب استضافة تركي الدخيل للجابري